# Tongchuan
Tongchuan (xinès simplificat: 铜川; xinès tradicional: 銅川; pinyin: Tóngchuān; lit. 'riu de coure') és una ciutat a nivell de prefectura situada a la província de Shaanxi, a la República Popular de la Xina. Es troba a la franja sud de l'altiplà de Loess.
Les principals indústries de Tongchuan són el carbó, els materials de construcció, la maquinària, les indústries tèxtil i química i l'alumini. La ceràmica i la porcellana, amb els productes del forn Yaozhou són especialment coneguts. Tongchuan també produeix medicaments i productes alimentaris.
La ciutat de Tongchuan consta actualment de 3 districtes i 1 comtat.